# Peter Joseph Glutz-Ruchti
Peter Joseph Glutz-Ruchti (* 18. September 1754 in Solothurn; † 29. März 1835 ebenda) war ein Schweizer Politiker.

## Leben

### Werdegang
Er besuchte die Schule am Jesuitenkolleg in Solothurn und trat anschließend in das Schweizerregiment Buch in spanischen Diensten ein, dort wurde er bis zum Leutnant befördert.
1778 kehrte er nach Solothurn zurück und wurde zum Grossrat gewählt, 1780 gehörte er als Jungrat der Regierung an. 1786 erfolgte die Ernennung zum Mitglied des Stadtgerichts und in der Zeit von 1791 bis 1798 war er als Vogt eingesetzt.
1798, beim Einfall der Franzosen, wurde er zum Artillerie-Oberst befördert und nach dem Sturz der Eidgenossenschaft wurde er mit weiteren Schweizern zur Sicherung der Kontributionen als Geisel in Frankreich festgehalten. Später wurde er während der helvetischen Regierung Forstinspektor.
Nachdem 1802 die Eidgenossenschaft wieder hergestellt war, reiste er als Abgeordneter des Kantons Solothurn zur Pariser Consulta. Hier sprach er sich für eine föderative Gestaltung der Schweiz aus und gewann die Unterstützung von Napoleon, der ihn zum Präsidenten des Einführungsausschusses für die Mediation bestimmte. 
In der Zeit von 1803 bis 1831 war er, alternierend mit Josef Hermenegild Arregger von Wildensteg, erster Schultheiß des Kantons Solothurn und Kleinrat, 1805 Landammann der Schweiz und übernahm somit die Leitung der Eidgenossenschaft. Während des Krieges zwischen Frankreich und Österreich bewahrte er die Schweizer Neutralität, hierzu setzte er sich 1805 für Niklaus Rudolf von Wattenwyl als Oberbefehlshaber der Schweizer Armee ein, der die Schweizer Grenzen sicherte, was allerdings den Zorn Napoleons erregte. 
Peter Joseph Glutz-Ruchti unterzeichnete als erster Gesandter des Kantons Solothurn auf der Tagsatzung am 7. August 1815 in Zürich den Bundesvertrag der 22 Kantone. Als Mitglied der Mediations- und Restaurationsregierung vertrat er aristokratische Prinzipien, die er über 1831 hinaus retten wollte. Weiterhin setzte er sich für die Berufung der Jesuiten ein, war ein Gegner der Schule von Johann Heinrich Pestalozzi und favorisierte in den Basler Bistumsverhandlungen ein Nationalbistum.
Seine anschließende Ernennung in den Großen Rat und das Appellationsgericht schlug er aus gesundheitlichen Gründen aus.

### Familie
Peter Joseph Glutz-Ruchti wurde als Sohn des Johann Viktor Anton Glutz-Ruchti (* 15. Juni 1703 in Solothurn; † 13. Dezember 1780 ebenda) Grenadierhauptmann in spanischen Diensten, Schultheiß in Olten und Vogt in Flumenthal, sowie dessen Ehefrau Maria Anna (* 26. Januar 1719 in Solothurn; † 2. Dezember 1786 ebenda), geb. Vogelsang, geboren. Er hatte noch sieben Geschwister:
- Dr. theol. Viktor Franz Anton Glutz-Ruchti (* 14. Juni 1747 in Solothurn; † 9. Oktober 1824 ebenda), Stiftprediger, Chorherr und Propst in St. Ursen;
- Urs Karl Heinrich Felix Franz Glutz-Ruchti (* 13. September 1748 in Solothurn; † 21. Oktober 1825), Abt Karl Ambros Glutz-Rüchti im Kloster St. Urban, Professor der Philosophie und Theologie;
- Heinrich Josef Philipp Jakob Glutz-Ruchti (* 19. November 1749 in Olten; † 3. Februar 1817), Pfarrer in Wolfwil, Dekan in Buchsgau und Propst in Schönenwerd;
- Maria Klara Elisabeth Glutz-Ruchti (* 17. Mai in Olten; † 1. April 1829), Schwester Maria Creszentia in St. Josef;
- Anna Maria Josefine Glutz-Ruchti (25. Mai 1753 in Olten; † 16. Oktober 1831)
- Karl Anton Niklaus Glutz-Ruchti (* 6. Dezember 1756 in Solothurn; † 12. Juli 1837), Aidemajor (Militärarzt) in französischen Diensten, Vogt in Falkenstein, Appellationsrichter;
- Maria Regina Margaretha Glutz-Ruchti (* 7. September 1759 in Solothurn; † 28. Februar 1844).

Er heiratete am 7. Mai 1785 in Solothurn Maria Anna Elisabeth Jakobea (* 28. März 1767 in Solothurn; † 5. Januar 1843 ebenda), geb. Schmid. Gemeinsam hatte sie elf Kinder:
- Maria Anna Franziska Magdalena Glutz-Ruchti (* 26. Mai 1786 in Selzach; † 4. März 1858 in Paris), verheiratet mit Jakob Philipp de Serre de Saint Roman, französischer Dragoner-Hauptmann;
- Viktor Anton Apollinar Franz Januarius Glutz-Ruchti (* 10. Juli 1787 in Solothurn; † unbekannt, gefallen),  Offizier in spanischen Diensten, Grossmajor in holländischen Diensten;
- Jakobea Franziska Caroline Henriette Glutz-Ruchti (* 5. Oktober 1788 in Solothurn; † 19. Februar 1854 ebenda), verheiratet mit Georg Anton von Roll;
- Maria Regina Glutz-Ruchti (* 11. April 1790 in Solothurn; † 4. Februar 1855), Schwester Rosalia in St. Josef;
- Peter Lorenz Justus Josef Ludwig Anton Glutz-Ruchti (* 5. September 1791 in Solothurn; † 5. September 1849), Pfarrer, Chorherr in St. Ursen und Domherr;
- Josef Viktor Franz Wilhelm Glutz-Ruchti (* 15. April 1793 in Solothurn; † Dezember 1812, gefallen im Russlandfeldzug), Offizier in französischen Diensten;
- Josef Viktor Franz Proclus August Glutz-Ruchti (* 25. Oktober 1794 in Solothurn; † 14. August 1845 in Bologna), Major in päpstlichen Diensten;
- Maria Klephea Antonia Caroline Augustine Glutz-Ruchti (* 28. August 1796 in Solothurn; † 2. März 1850);
- Maria Anna Elisabeth Glutz-Ruchti (* 13. September 1798 in Solothurn; † 10. Juli 1827); verheiratet mit Josef Niklaus Tobias Fegely;
- Urs Viktor Franz August Alois Titus Glutz-Ruchti (* 5. Januar 1805 in Solothurn; † 5. Januar 1805);
- Anna Rosalia Felizitas Caroline Glutz-Ruchti (* 3. Oktober 1807 in Solothurn; † 9. Dezember 1854).

## Werke
- Peter Jakob Josef Anton Glutz-Ruchti: Anrede Sr. Exzellenz des Herrn Landammanns der Schweiz bey der Eröffnung der allgemeinen eidgenössischen Tagsatzung, den 3ten Brachmonath 1805. Solothurn:  Vogelsang 1805.
- Peter Glutz Ruchti; Roll, Friedrich von: Armen-Anstalt für den Kanton Solothurn. Solothurn: Ludwig Vogelsang 18??
- Rede des Herrn Schultheissen Glutz-Ruchti nach beendigter Wahl eines Präsidenten des Solothurn Appellations-Gerichts.